# Marcia Lucas
Marcia Lucas (née Marcia Lou Griffin le 4 octobre 1945 à Modesto, Californie) est une monteuse américaine. Elle a participé au montage de plusieurs films américains les plus emblématiques des années 1970, notamment American Graffiti, Taxi Driver ou encore La Guerre des étoiles, pour lequel elle obtient en 1978, avec Paul Hirsch et Richard Chew, l'Oscar du meilleur montage.

## Biographie

### Jeunesse
Marcia Lou Griffin est née en 1945 à Modesto, d'un père militaire et d'une mère au foyer, Mae. La famille était stationnée à la base aérienne de Stockton et Marcia est née à Modesto car c'était la ville avec l'hôpital le plus proche de la base. Ses parents ont divorcé quand Marcia avait deux ans, Mae a déménagé à North Hollywood, où vivaient ses parents, avec ses deux filles.
Le père de Marcia, qui entre-temps s'était remarié et avait déménagé en Floride, ne contribuait pas à l'entretien de la famille et Mae devait subvenir seule aux besoins de ses filles. Marcia a qualifié ces années de "vie difficile".  Élevée dans la vallée de San Fernando, Marcia connait une enfance précaire. Divorcée, sa mère Mae doit s'occuper seule de ses deux filles, sans aide financière du père qui s'est remarié. Dès sa jeunesse et pour compenser les difficultés, Marcia travaille le jour, tout en poursuivant ses études grâce aux cours du soir. Une éthique de travail assidue qui caractérisera sa carrière future.
Marcia a commencé des cours de chimie du soir, travaillant le jour dans une société de banque hypothécaire à Los Angeles. Grâce à son petit ami de l'époque, elle a trouvé un emploi dans un musée d'Hollywood en tant que bibliothécaire pour cataloguer les souvenirs de films. Cependant, les bibliothécaires ont dû postuler au California State Employment Office pour travailler, et Marcia a été envoyée à la Sandler Film Library, qui cherchait une apprentie bibliothécaire inexpérimentée. Dale Pollock a ainsi décrit le travail de Marcia qui, en plus d'assurer le montage de bandes annonces et de spots télévisés, impliquait le choix des scènes les plus disparates : « elle prenait les commandes du film demandé par les producteurs, comme des plans de nuit d'une Ford des années 40 tournés sur une route de campagne. Si le matériau convenait à la scène, elle effectuait le tirage du négatif, un travail très technique qui fascina immédiatement Marcia. Elle était aussi attirée par la gratification instantanée du montage : "J'aurais coupé des films gratuitement parce que j'aime tellement ça", insiste-t-elle. "J'adore le montage et je suis vraiment douée pour ça. J'ai une capacité innée à prendre du bon matériel et à l'améliorer, ou à prendre du mauvais matériel et à le rendre juste. Je suis compulsive à ce sujet. Je pense que je suis même monteuse dans la vraie vie." ».
En 1967, elle est appelée par Verna Fields, future monteuse de films tels que Les Dents de la mer et La Barbe à papa, également en contact avec les cinémathèques d'Hollywood. Verna lui propose un travail d'assistante monteuse pour l'aider sur un documentaire financé par le gouvernement des États-Unis sur le voyage du président Johnson en Extrême-Orient.
La quantité de séquences était si élevée que Fields a dû embaucher un groupe supplémentaire d'assistants, des étudiants de l'Université de Californie du Sud. Marcia, la rédactrice en chef la plus expérimentée, a été mise au travail avec l'un des étudiants les plus inexpérimentés, George Lucas. Les deux se sont rencontrés et se sont fiancés après une longue période de fréquentation par Lucas, timide et introverti. Marcia, pour sa part, tout en étant audacieuse et extravertie, était intimidée par ce que Lucas représentait : elle n'avait jamais réussi à obtenir son diplôme et cela la faisait se sentir inférieure à ses collaborateurs.

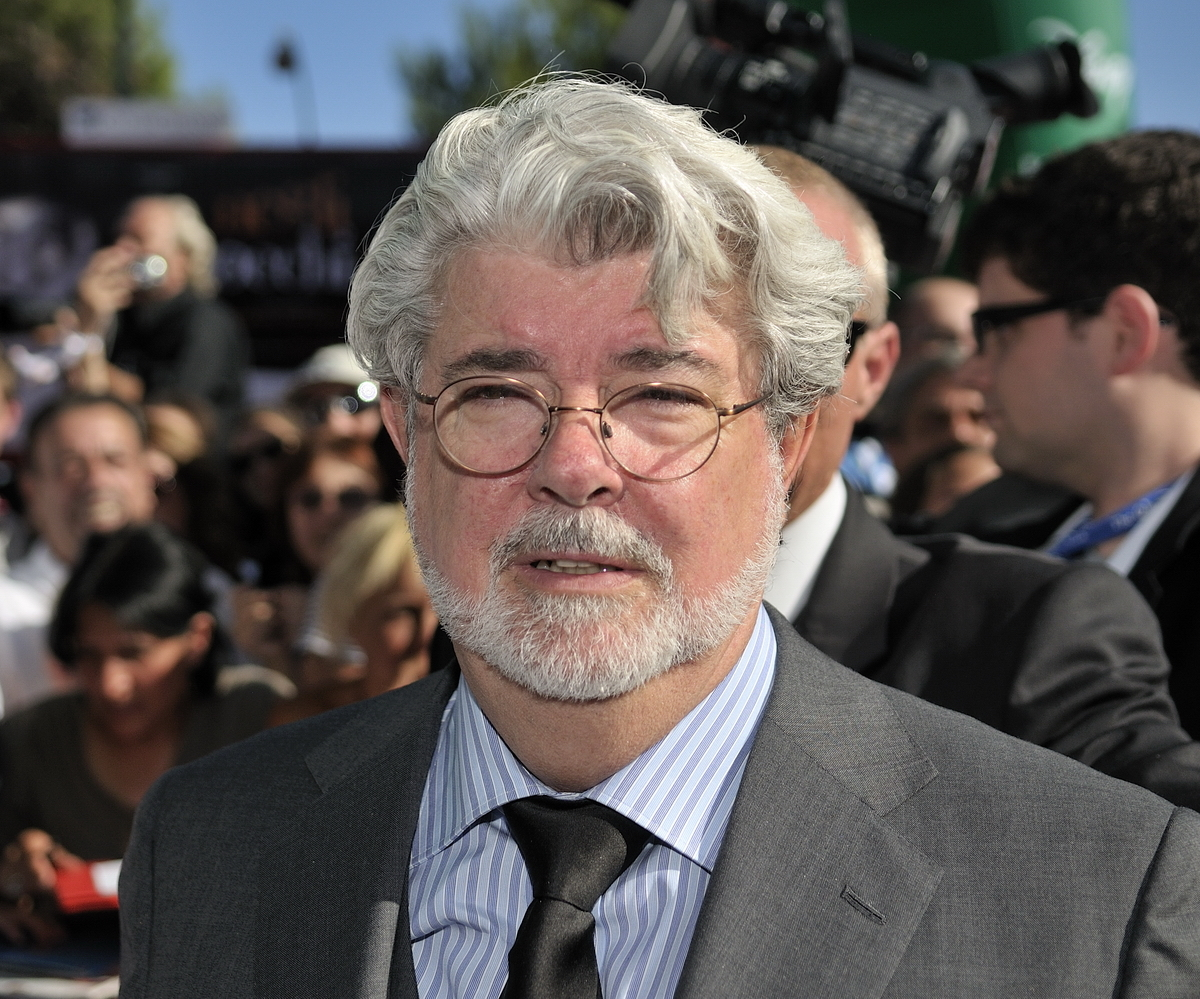
George Lucas, en 2009

Ce travail de montage a également permis une bonne atmosphère d'apprentissage pour George Lucas, qui a immédiatement eu un talent instinctif pour le montage même en tant qu'étudiant en cinéma, son premier mentor professionnel en dehors de l'école de cinéma était Marcia.
Malgré leur relation affective, le comportement de Lucas lui-même l'agaçait : « Je suis capable de ressentir de l'envie et de la jalousie, et je pense que ce sont des émotions normales. Mais ce sont des émotions que George ne ressent pas. Je n'ai jamais vu George envieux ou jaloux de qui que ce soit,.
Marcia a continué à travailler, tandis que George a été embauché par son ami Francis Ford Coppola pour tourner un documentaire sur le tournage du film I'm Not Coming Home Tonight. Dans le train menant au plateau de Long Island, George Lucas la demande en mariage. Les deux se sont mariés le 22 février 1969 à l'église méthodiste de Pacific Grove. Parmi les invités se trouvaient Coppola, Walter Murch, Hal Barwood, Matthew Robbins et Verna Fields.

### Début de Carrière
En plus de leur vie commune, Marcia joue un rôle déterminant dans le montage des films de son mari. Marcia a travaillé comme assistante monteuse sur le premier film de son mari, THX 1138, offrant des conseils et des suggestions sur la façon d'impliquer émotionnellement le public. Deux personnalités hétéroclites : Elle, soucieuse de l'aspect visuel et graphique, et lui, plus intéressé par l'élaboration de la narration, sont souvent entrées en conflit lors de la phase de montage, qui se déroulait dans le grenier de leur maison, mais Marcia était la seule personne que George écoutait, et dont il a pris en compte les conseils. THX 1138 s'est avéré être un échec économique, mais a été acclamé par la critique et est devenu plus tard un film culte.
Francis Coppola tournait Le Parrain au même moment et employait les Lucas chaque fois qu'il le pouvait : Marcia pouvait monter les nombreux bouts d'essai envoyés par les acteurs pour jouer dans le film, tandis que George utilisait la technique du stop motion, avec laquelle il devait créer le montage des journaux. Le cinéaste Michael Ritchie, qui connaissait George grâce à des contacts avec American Zoetrope, travaillait sur Votez McKay, avec Robert Redford, et a embauché Marcia comme assistante monteuse. Le travail a été la bouée de sauvetage du couple et leur seul revenu pendant plusieurs mois.
Lucas était à la recherche d'un emploi, mais il voulait que ce soit à ses propres conditions. Il a refusé de réaliser des films comme Madame Bijoux (1973), Tommy (1975), Hair (1979) et Klute (1971). Il a décidé de faire une histoire sur de jeunes adolescents à Modesto avec une bande-son rock and roll, intitulé American Graffiti (1973). Selon Marcia, elle était la seule à croire au projet, centré sur l'émotion et les personnages : « Il a toujours dit : "Impliquer émotionnellement le public, c'est facile". N'importe qui peut le faire les yeux bandés, en prenant un petit chaton puis le laissant se faire tordre le cou par quelqu'un d'autre. Tout ce qu'il voulait faire, c'était du cinéma abstrait, du lyrisme musical, des collections d'images. Alors finalement, George m'a dit : "Je vais te montrer à quel point c'est facile. Je vais faire un film qui implique émotionnellement le public. »
Marcia a travaillé sur le montage du film, critiquant la structure initialement imposée par son mari, qui impliquait un passage continu d'une histoire à l'autre, et proposant à la place un timing moins frénétique, afin de donner plus de souffle aux scènes et leur permettre de développer et impliquer les spectateurs. Sorti en salles le 11 août 1973, American Graffiti a été très bien accueilli par la critique et a rapporté plus de 100 millions de dollars au box-office.
Avec une partie des gains, ils achètent une grande maison de style victorien à San Anselmo, dans le comté de Marin. Marcia a renommé la maison Parkhouse et le bâtiment est devenu le siège de LucasFilm jusqu'à la construction du Skywalker Ranch dans les années 1980. L'année suivante, American Graffiti a été nommé pour cinq Oscars, meilleur film, meilleur réalisateur, meilleure actrice dans un second rôle, meilleur scénario original et meilleur montage, n'en gagnant aucun. Marcia se dit terriblement déçue par cette défaite, mais sa carrière décolle néanmoins : Ritchie, impressionné par son travail sur Votez McKay, la recommande à Martin Scorsese pour son prochain film, Alice n'est plus ici (1974). Scorsese cherchait un monteur qui rendrait le scénario plus sincère sur le plan émotionnel. Alice n'est plus ici a été un tournant : c'était son premier emploi en tant que monteuse unique dans un film non réalisé par son mari. Pendant le tournage du film, Marcia a dû déménager à Tucson pour monter les rushes. Le film a été un autre succès critique et Marcia a commencé à vivre avec l'idée de célébrité, avec son mari, qui travaillait entre-temps sur la première ébauche du scénario de son nouveau projet, intitulé Star Wars.
Scorsese a tellement apprécié le travail de Marcia qu'il l'a appelée à Los Angeles l'année suivante pour Taxi Driver, dont la production s'est déroulée dans un laps de temps si serré que Marcia a dû recruter Tom Rolf et Melvin Shapir comme assistants de montage. Un engagement rendu encore plus difficile par l'insouciance de Scorsese, qui luttait à l'époque contre son addiction à la cocaïne. Cela a été mal vu par George, qui a grandi dans une famille traditionnelle qui n'avait jamais permis aux femmes d'avoir des carrières indépendantes, comme Willard Huyck et Gloria Katz, amis du couple et co-auteurs d'American Graffiti. « George n'était pas satisfait de la situation et c'était un grand pas pour lui de la laisser partir. C'était une prise de conscience de sa part. » Taxi Driver, réalisé en 1976, lui a valu une nomination aux BAFTA pour le meilleur montage.

### La Guerre des Étoiles
En 1975, Marcia a aidé à terminer la deuxième ébauche du scénario de Star Wars, donnant des suggestions sur la construction des personnages, l'impact émotionnel des scènes et l'écriture du dialogue. Marcia suggère à George de faire tuer Ben Kenobi, comme le personnage n'a plus d'utilité narrative dans le troisième acte. Dale Pollock, biographe de Lucas, a écrit : « Il ne lui dit que des choses qu'il sait déjà. La foi de Marcia n'a jamais faibli, elle était à la fois la critique la plus sévère de George et sa plus ardente partisane. Elle a été affectée par les déclarations publiques continues de Lucas dans lesquelles, interprétant la politique des auteurs, il s'attribuait chaque élément de ses films. »
C'est également Marcia qui a insisté auprès de son mari pour faire embaucher Mark Hamill après le'audition de Star Wars.
L'année suivante, Marcia s'installe en Tunisie, puis à Hampstead, pour suivre son mari sur le tournage du film. Pendant ce temps, Lucas a embauché un monteur anglais, John Jympson, pour monter le film pendant qu'il était en Angleterre, mais Jympson a été rapidement licencié après que le réalisateur ait vu le premier montage assemblé sans l'énergie dynamique qu'il avait envisagé pour son film. Marcia vient en aide à son mari et recommence à sélectionner tous les rushes. Tout le travail était ingérable pour une seule personne et Marcia a été rejointe par Richard Chew, que Lucas connaissait grâce à son travail sur Conversation secrète. Un troisième monteur, Paul Hirsch, ancien collaborateur de Brian De Palma sur Carrie au bal du diable (1976), a rejoint le groupe, supervisé par Lucas lui-même. À l'automne 1976, l'équipe a terminé le travail en montant une nouvelle version du film. Alan Ladd, Jr., présent à la projection, a été impressionné par le résultat et convaincu du potentiel de Star Wars. En décembre de la même année, Martin Scorsese l'appelle pour l'informer que le monteur sur son film, New York, New York, était mort. Il lui a demandé de l'aider à terminer le film. Marcia était ravie de travailler sur quelque chose qu'elle considérait comme "plus artistique" et avec quelqu'un d'autre que Lucas. George était, une fois de plus, hésitant quant à l'influence que Scorsese pourrait avoir sur sa femme, mais il ne s'est pas opposé à la décision de Marcia et s'est plutôt inquiété de terminer le travail sur son film.
Star Wars est sorti aux États-Unis le 25 mai 1977, devenant un des films les plus rentable de tous les temps (plus de 600 millions de dollars dans le monde) et un phénomène culturel sans précédent. Les critiques ont accueilli favorablement le film, qui en décembre de la même année a été nommé pour onze Oscars, et en remportant sept, elle obtient même l'Oscar du meilleur montage pour La Guerre des étoiles avec Paul Hirsch et Richard Chew.
George a accueilli de manière inattendue le succès du film, envisageant d'abandonner sa carrière de réalisateur, se limitant à produire et écrire les prochains épisodes de la saga. Marcia a vu la possibilité d'avoir enfin un enfant, réalisant son rêve d'une famille et d'une vie normale. La femme a exprimé ses souhaits pour l'avenir dans un article de 1977 dans People : « Se réunir dans notre vie privée et faire un bébé. C'est le projet pour le reste de l'année ». Malheureusement, lors d'une visite médicale, les deux ont découvert qu'ils ne pourraient jamais concevoir un enfant ensemble. La nouvelle a dévasté Marcia et malgré l'alternative évidente de l'adoption, ils ont décidé d'attendre que leur vie professionnelle se stabilise. La suite de Star Wars venait en effet d'entrer en pré-production.
À la même époque, elle collabore régulièrement au montage des films de Martin Scorsese. Au cours de la post-production des Aventuriers de l'arche perdue, Marcia remarque l'absence de Marion Ravenwood dans la scène finale, ce qui avait échappé à Steven Spielberg et à Lucas.

### Le Retour du Jediet divorce
George Lucas est stérile, aussi ils adoptent une fille, Amanda, en 1981. Marcia met sa carrière de côté pour s'occuper de l'enfant, mais une distance s'installe progressivement dans le couple, due surtout au quotidien chargé du réalisateur, monopolisé par ses activités en tant que producteur et homme d'affaires. 
Pourtant Lucas était déterminé à ne pas s'impliquer dans des engagements professionnels pour pouvoir se consacrer à sa famille : il engagea Lawrence Kasdan, scénariste de L'Empire contre-attaque, pour écrire la deuxième suite de la saga, Le Retour du Jedi, Richard Marquand a été appelé à la réalisation du film et le producteur Howard Kazanjian a rempli le rôle laissé vacant par Gary Kurtz.
Dans une interview de l'époque, Marcia se souvient de cette période d'apparente sérénité domestique : « Nous sommes une famille maintenant, nous essayons de garder notre vie aussi normale que possible. Lorsque vous recevez une grosse somme d'argent, il est facile de perdre contact avec la réalité. Et je ne veux pas élever des enfants dans un fantasme. » 
Cependant, George s'est impliqué de plus en plus dans le tournage du Retour du Jedi, devenant une présence permanente sur les plateaux en Angleterre, servant de directeur de deuxième unité et aidant Marquand dans le processus de post-production. Le reste du temps a été occupé par la production d'Indiana Jones et le Temple maudit, que Steven Spielberg tournait au Sri Lanka.
Marcia s'est sentie étouffée par la froideur émotionnelle de son mari, elle a déclaré qu'elle « [...] ne pouvait plus supporter l'obscurité », ajoutant : « Le voyage pour arriver ici était beaucoup plus amusant que d'être ici. » Marcia a aidé à superviser la construction du Skywalker Ranch. L'une des sections les plus impressionnantes de la structure, la bibliothèque, comportait un dôme en vitrail créé par Tom Rodrigues, artiste local qui a également supervisé les autres finitions en verre créées sur place par une verrerie externe.
À propos du Skywalker Ranch, Marcia dira plus tard : « Je lui ai toujours rappelé que nous avions monté American Graffiti dans le garage de Francis [Coppola], que nous n'avions pas besoin de cette immense installation. Je ne comprends toujours pas pourquoi il a voulu la construire s'il ne voulait plus faire de films. »
Durant le tournage du Retour du Jedi que George Lucas supervise en personne, Marcia tombe amoureuse de Tom Rodrigues.
Dans une tentative de rapprochement, George, à la suggestion de Kazanjian, a embauché Marcia comme monteuse sur Le Retour du Jedi. Elle a travaillé sur la mort de Yoda, et celle de Dark Vador et sur toutes les batailles spatiales. Tout cela n'a pas amélioré la situation : Marcia est tombée en dépression et a parlé à son mari de leurs problèmes conjugaux. Elle a proposé de chercher un conseiller conjugal ou de tenter une séparation sans divorce. Lucas, issu d'une famille conservatrice et traditionnelle, a refusé les deux solutions, la suppliant d'attendre la fin du film : « Je sais que George voulait que je reste, mais c'était un peu trop tard. »
Les Lucas ont annoncé leur divorce après quatorze ans de mariage et la nouvelle a été rendue publique dans Time juste après la sortie du Retour du Jedi, à la grande surprise de leurs proches. Comme Marcia dispose de la moitié des parts de Lucasfilm, il est estimé que l'arrangement s'est fait aux alentours de 50 millions de dollars.
Le réalisateur a été surpris et choqué par la tournure des événements. Le divorce l'a « détruit », selon ses dires, et a été l'une des raisons qui l'ont forcé à se retirer du monde du cinéma dans les années 1980.

### Fin de carrière
Marcia épouse Tom Rodrigues dont, en 1985, elle a une fille Amy Rodrigues, et dont elle divorce en 1993.
Son ex-mari George Lucas ne l'a pas incluse dans la réalisation des différents documentaires, livres ou spéciaux sur la saga qui se sont succédé au fil des années, dans une sorte de damnatio memoriae — à tel point que dans le livre de 2007 The Making of Star Wars, Richard Chew est crédité comme le monteur principal du film.
Marcia a même été expulsée de son propre cercle social. George était en mesure de dicter les conditions, comme Marcia elle-même l'a raconté : « Francis [Ford Coppola] et Ellie avaient l'habitude d'organiser une fête pour les vacances de Pâques et les premières années après le divorce, j'ai cessé d'être invitée. Des années plus tard, j'ai rencontré Ellie à Los Angeles et elle m'a dit qu'elle voulait toujours m'appeler et m'expliquer que lorsque Francis travaillait avec George sur Tucker (1988), George lui a demandé de ne plus m'inviter parce que je le mettais mal à l'aise. Cela m'a fait mal, non seulement il m'avait effacé de sa vie, mais il voulait aussi m'effacer de la vie de mes amis. »
Dans les années qui suivent, Marcia disparaît peu à peu du monde du cinéma et de la vie publique. Bien qu'elle anime quelques séminaires à l'Université de Californie du Sud dans les années 1980, elle est progressivement désertée par l'entourage de George Lucas.
Pendant des décennies, elle ne donne aucune interview sur leur relation ou sur son travail, à l'exception du journaliste Peter Biskind pour son livre Le Nouvel Hollywood, publié en 1997. Un seul article, écrit sur un site anglophone, retrace son parcours en détail comme il est rarement évoqué dans les médias. À l'occasion du 40e anniversaire de La Guerre des étoiles, elle témoigne enfin de son expérience sur le film en interview. Elle participe également à une conférence consacrée aux effets spéciaux d'ILM.
Mark Hamill dans une interview cite Marcia pour ses contributions dans Star Wars. Le cinéaste John Milius salue également ses contributions pour ses propres films, ceux de George Lucas, et de Steven Spielberg, et Martin Scorsese la cite comme l'une des meilleures monteuses qu'il ait connues.

## Filmographie

### Monteuse
- 1969 : Les Gens de la pluie (The Rain People) de Francis Ford Coppola
- 1972 : Votez Mc Kay (The Candidate) de Michael Ritchie
- 1973 : THX 1138 de George Lucas
- 1973 : American Graffiti de George Lucas
- 1974 : Alice n'est plus ici (Alice Doesn't Live Here Anymore) de Martin Scorsese
- 1976 : Taxi Driver de Martin Scorsese (montage)
- 1977 : La Guerre des étoiles (Star Wars) de George Lucas
- 1979 : American Graffiti, la suite de Bill L. Norton (non créditée)
- 1980 : L'Empire contre-attaque (The Empire Strikes Back) d'Irvin Kershner (non créditée)
- 1983 : Le Retour du Jedi (Return of the Jedi) de Richard Marquand

## Liens Externes
- « Marcia Lucas » (présentation), sur l'Internet Movie Database
- (en) In Tribute to Marcia Griffin